# جی‌ای ترنسپورتیشن
جی‌ای ترنسپورتیشن یا همان جی‌ای ریل، که مالک آن تا ۲۵ فوریه ۲۰۱۹ جنرال‌الکتریک بود، تجهیزات ریلی، حفاری، دریایی، معدنی و نیروگاهی تولید می‌کند. این شرکت در سال ۱۹۰۷ تأسیس شد و اکنون در مالکیت وابتک است.